# Eriogonum soredium
Eriogonum soredium är en slideväxtart som beskrevs av J.L. Reveal. Eriogonum soredium ingår i släktet Eriogonum och familjen slideväxter. Inga underarter finns listade i Catalogue of Life.